# Samuel Ödmann
Samuel Lorentz Ödmann (født 25. december 1750 i Växjö, død 2. oktober 1829 i Uppsala) var en svensk teolog, naturforsker og komponist.
Ödmann var discipel af Linné og dyrkede teologien og naturvidenskaben samtidig fra sin ungdom. Han havde i en årrække et lille embede som præst og lærer på en ø i Stockholms skærgård, og her vakte han opmærksomhed ved sine naturvidenskabelige arbejder. Han skrev blandt andet Strödde samlingar utur naturkunnigheten till den Heliga skrifts upplysning (1783-94), som blev oversat på tysk.
Ödmann havde ogsaa stor interesse for rejsebeskrivelser, og han samlede, omarbejdede og udgav et helt rejsebibliotek på over 40 bind,
som blev yndet folkelæsning. Et filantropisk skrift fra hans hånd om midlerne til at modarbejde tiggeri opnåede 1788 en prisbelønning. 1790 blev Ödmann præst i Gamla Uppsala og fik tillige en ansættelse ved universitet, og 1799 blev han professor i teologi. 1806 fik han oprettet et teologisk seminarium, som han også kom til at lede.
I 1816 udkom en ny oversættelse af det nye Testamente, og i denne oversættelse har Ödmann en væsentlig andel. Han var salmedigter og skrev og udgav en hel række salmer, af hvilke mange vandt stor udbredelse, og han var endelig komponist. Foruden flere salmemelodier skrev han delvis musik til to oratorietekster, han selv havde forfattet, Försonaren på Golgatha (1809) og Försonaren på Oljoberget (1815).
Ödmann var i det hele en ualmindelig begavet og arbejdsdygtig mand, og hans store produktionsevne må så meget mere beundres, som han i 45 år uafbrudt måtte ligge til sengs på grund af svagelighed. Han holdt offentlige forelæsninger liggende til sengs i et stort rummeligt
værelse, og i samme værelse studerede og komponerede han. Alligevel fulgte han alle begivenheder i tiden med største opmærksomhed, og på mange punkter var han forud for sin tid.